# John Cabot

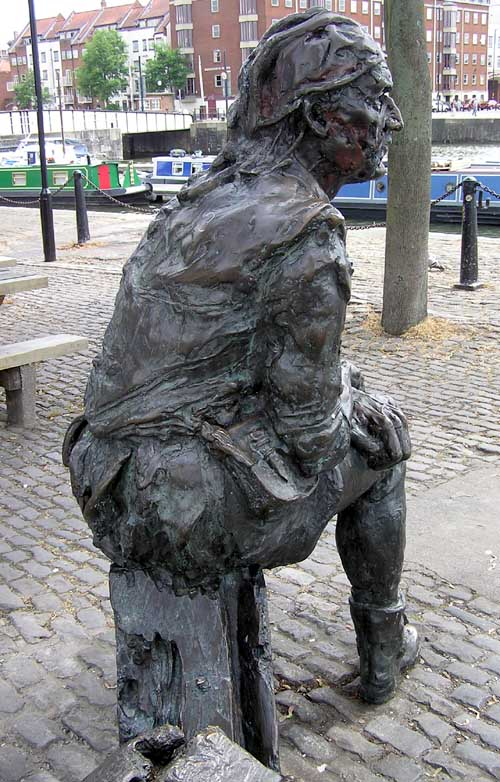
Staty över John Cabot utblickande över Bristols hamn.

John Cabot, född som Giovanni Caboto omkring 1450, troligen i Genua, död omkring 1499, var en italiensk upptäcktsresande under engelsk flagg. Han var den förste europén att nå Kanada sedan vikingarna. Han var den andra personen från Europa som nådde det amerikanska fastlandet, bara en vecka efter Amerigo Vespucci (vikingarna oräknade). Vespuccis påstådda 1497-resa har dock ifrågasatts av bl a Cabots son och många senare forskare.
Asteroiden 7317 Cabot är uppkallad efter honom.
Cabot var omkring 1490 medborgare i Venedig, då han med sina söner gav sig av till England. Där lyckades han finna stöd för att söka den ostliga sjövägen till Indien. Han avseglade från Bristol i maj 1497 med enbart ett skepp och nådde Cape Breton Island i dagens Nova Scotia den 24 juni samma år. Själv trodde han att han kommit till nordöstra Asien. Året efter begav han sig återigen ut, denna gång med fem skepp. Inget skepp kom tillbaka, och man har aldrig hittat något vrak. Bara några år efter Cabots seglats började västeuropeiska fiskare att fiska utanför Newfoundlands kust.
Far till sjöfararen och kartografen Sebastiano Caboto.